# Jean Toussaint

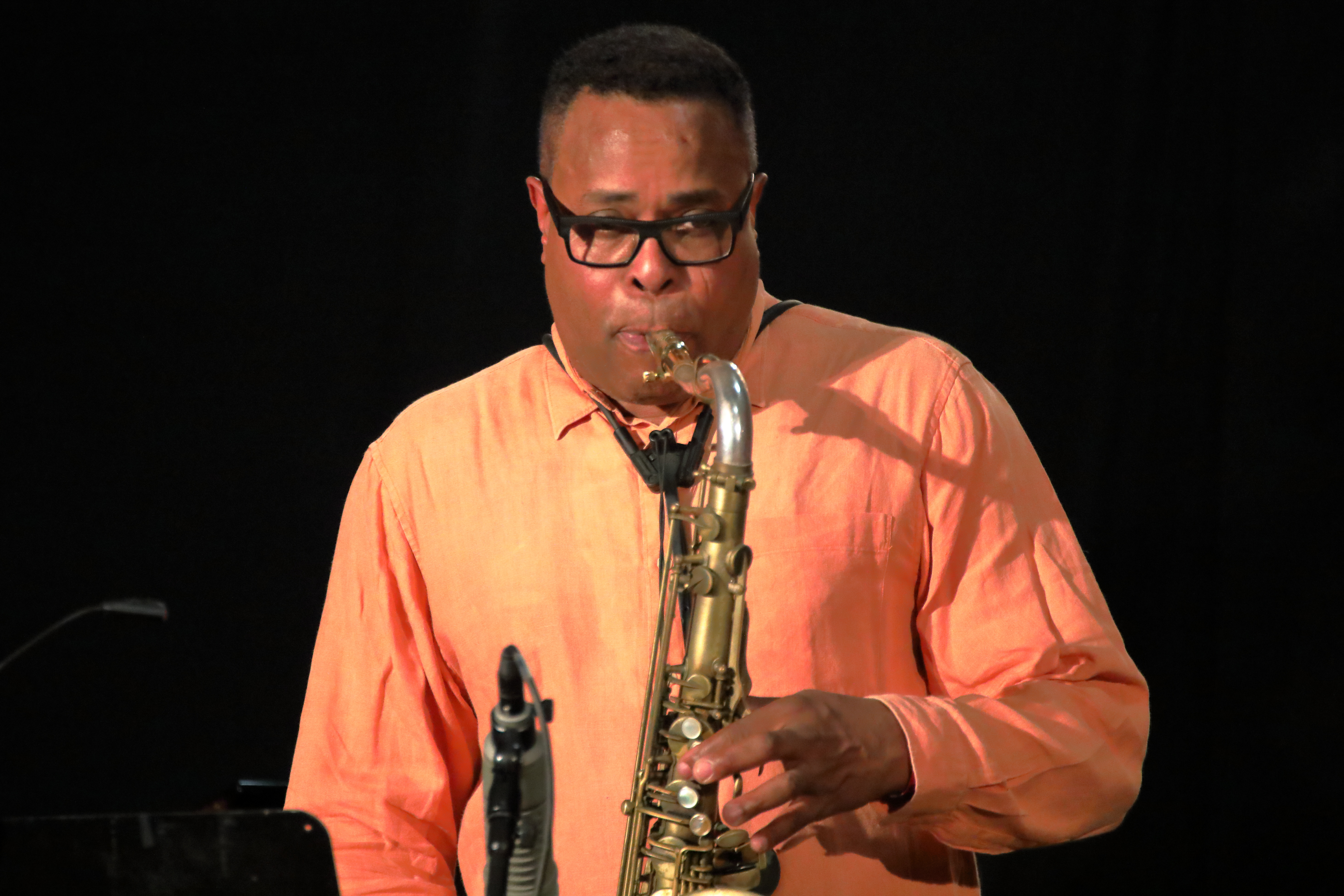
Jean Toussaint Allstar Sextet performs Brother Raymond auf dem INNtöne Jazzfestival 2019

Jean Toussaint (* 27. Juli 1960 auf Saint Thomas, Amerikanische Jungferninseln) ist ein US-amerikanischer Jazz-Saxophonist.

## Biografie
Toussaint begann seine musikalische Laufbahn als Calypso-Spieler auf Saint Thomas, bevor er 1978 bis 1982 am Berklee College of Music in Boston studierte. Er tourte 1979 mit einer Rhythm-and-Blues-Band und gründete mit Wallace Roney ein Quintett. Von 1982 bis 1986 war er Mitglied von Art Blakeys Jazz Messengers, mit denen er auch aufnahm.
1987 ging er auf Einladung der Guildhall School of Music and Drama nach London, um dort zu unterrichten. Er arbeitete in London u. a. mit Wynton Marsalis, McCoy Tyner und dem Gil Evans Orchestra und veröffentlichte acht eigene Aben. Er leitet ein Quartett und tritt im Duo mit dem Gitarristen Lionel Loueke auf. Daneben unterrichtet er auch am Trinity College of Music und  dem Birmingham Conservatoire.

## Diskographische Hinweise

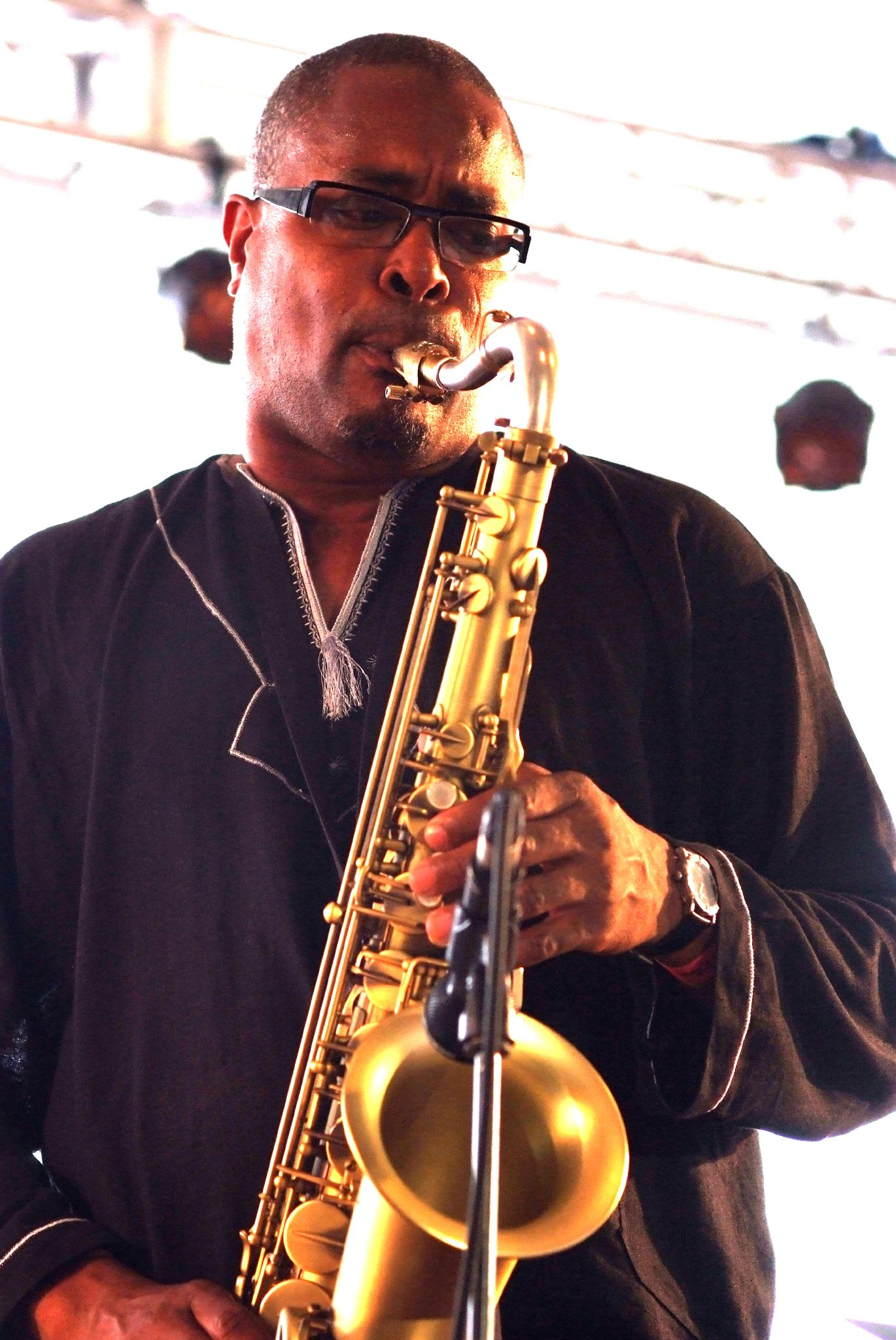
Jean Toussaint, 2007

- Jean Toussaint, Jason Rebello, Ray Drummond, Kenny Washington Impressions of Coltrane (1988)
- What Goes Around (1991)
- Life I Want (1996, mit Darren Abraham, Wayne Batchelor, Ciyo Brown, Winston Clifford, Mark Mondesir, Jean-Michel Pilc, Jason Rebello, Tony Remy, Dennis Rollins, Nana Tsiboe, Karl Van Den Bossche, Cleveland Watkiss)
- Nazaire Who’s Blues (1991, mit Nick Cohen, Julian Joseph, Jason Rebello, Tony Remy, Karl Van Den Bossche, Steve Washington)
- The Street Above the Underground (2000)
- Blue Black (2001 mit Anga Diaz, Robert Hurst, Mulgrew Miller, Bill Mobley, Jeff Tain Watts)
- Continuum Act One (2004, mit Gary Bartz, Donald Brown, Bill Mobley, Billy Killson, Essiet Essiet)
- Live In Paris & London (2009)
- Brother Raymond, 2018, mit Tom Harrison, Byron Wallen oder Mark Kavuma, Dennis Rollins oder Tom Dunnett, Jason Rebello oder Andrew McCormack oder Ashley Henry, Alec Dankworth oder Daniel Casimir, Mark Mondesir oder Shane Forbes oder Troy Miller, Williams Cumberbatch Perez[3]
- Jean Toussaint Allstar 6tet: Live at the Jazz Café 091218 (Lyte Records, 2020), mit Byron Wallen, Dennis Rollins, Andrew McCormack, Daniel Casimir, William Cumberbatch Perez, Shaney Forbes

## Lexikalischer Eintrag
- Barry Kernfeld (Herausgeber) New Grove Dictionary of Jazz, Macmillan 1996